# ملكة جمال لبنان المغترب
ملكة جمال لبنان المغترب هي مسابقة ملكة جمال سنوية بين الفتيات اللبنانيات أو المنحدرات من أصل لبناني حول العالم اللواتي فزن بمسابقة ملكة جمال لبنان في بلدان إقامتهن. وتشارك الفائزة بلقب ملكة جمال لبنان المغترب في مسابقة ملكة جمال الأمم "Miss International".

## الفائزات
- 2000: تاتانيا مرعب،
- 2001: ليلى رياشي،
- 2002: ريما مطر،  الولايات المتحدة
- 2003: ميريام حبيب،  الولايات المتحدة
- 2004: ماري حاج،  الولايات المتحدة
- 2005: كاترين عبود،  أوكرانيا
- 2006: كاتيا داغر،
- 2007: غريس بجاني،  المكسيك
- 2008: كارينا قديسي،  البرازيل
- 2009: سارة منصور،  البرازيل
- 2010: دانييلا رحمة،  أستراليا
- 2011: ماريا فرح،  كندا
- 2012: سينتيا مكرزل،  الكويت
- 2013: ريتا حُكيّم،  كندا
- 2014: ليا بلال سعد،  الإمارات العربية المتحدة
- 2015: سينتيا فرح،  أستراليا
- 2016: يوسملي مسعد،  فنزويلا
- 2017: ديما صافي،  ساحل العاج
- 2018: راشيل يونان،  ساحل العاج
- 2019: آشلي بولانكو عيسى،  جمهورية الدومينيكان

## وصلات خارجية
- ملكة جمال لبنان المغترب المغترب، 14 نوفمبر 2012
- ملكة جمال لبنان المغترب أمريكا